# Estela de Luna
L'estela de Luna és una estela funerària de l'edat del bronze de 1,30 m d'alçada, datada entre 1250 i 750 aC, procedent de Tiña o Tiñica del Royo en Luna (Aragó, Espanya). És un cas únic a la vall de l'Ebre, ja que pertany a un tipus d'esteles propi del sud-oest de la península Ibèrica, caracteritzades per tenir gravats d'armes i objectes personals en la seva cara anterior, trobant totes les altres a Extremadura i voltants, basades en models fenicis.
L'estela és antropomorfa, és a dir, en forma d'home, encara que falta el cap. En la seva cara anterior té gravat un escut, amb una escotadura en «V». A sota està gravada una lira, que presenta un gran nombre de cordes i decoració en ziga-zaga, semblant a la phorminx homèrica de nou cordes i caixa de ressonància semicircular.
L'estela correspon a l'enterrament d'un guerrer d'elit.